# Axonopus
Axonopus är ett släkte av gräs. Axonopus ingår i familjen gräs.

## Bildgalleri

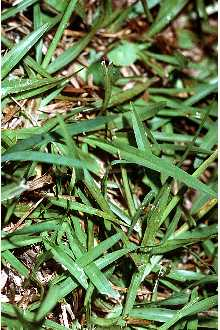

## Dottertaxa tillAxonopus, i alfabetisk ordning[1]
- Axonopus amapaensis
- Axonopus anceps
- Axonopus andinus
- Axonopus apricus
- Axonopus arcuatus
- Axonopus argentinus
- Axonopus arsenei
- Axonopus aureus
- Axonopus boliviensis
- Axonopus brasiliensis
- Axonopus canescens
- Axonopus capillaris
- Axonopus casiquiarensis
- Axonopus caulescens
- Axonopus centralis
- Axonopus chaseae
- Axonopus chimantensis
- Axonopus chrysoblepharis
- Axonopus chrysostachyus
- Axonopus ciliatifolius
- Axonopus comans
- Axonopus comatus
- Axonopus complanatus
- Axonopus compressus
- Axonopus corymbosus
- Axonopus cuatrecasasii
- Axonopus debilis
- Axonopus deludens
- Axonopus elegantulus
- Axonopus eminens
- Axonopus equitans
- Axonopus fastigiatus
- Axonopus fissifolius
- Axonopus flabelliformis
- Axonopus flexuosus
- Axonopus furcatus
- Axonopus grandifolius
- Axonopus herzogii
- Axonopus hirsutus
- Axonopus iridifolius
- Axonopus jeanyae
- Axonopus jesuiticus
- Axonopus junciformis
- Axonopus kuhlmannii
- Axonopus laxiflorus
- Axonopus laxus
- Axonopus leptostachyus
- Axonopus longispicus
- Axonopus magallanesiae
- Axonopus marginatus
- Axonopus mathewsii
- Axonopus mexicanus
- Axonopus micay
- Axonopus monticola
- Axonopus morronei
- Axonopus obtusifolius
- Axonopus oiapocensis
- Axonopus paschalis
- Axonopus passourae
- Axonopus pellitus
- Axonopus pennellii
- Axonopus piccae
- Axonopus poiophyllus
- Axonopus polydactylus
- Axonopus polystachyus
- Axonopus pressus
- Axonopus previpedunculatus
- Axonopus pruinosum
- Axonopus pubivaginatus
- Axonopus purpusii
- Axonopus ramboi
- Axonopus ramosus
- Axonopus rosei
- Axonopus rosengurttii
- Axonopus rupestris
- Axonopus scoparius
- Axonopus senescens
- Axonopus siccus
- Axonopus steyermarkii
- Axonopus succulentus
- Axonopus suffultiformis
- Axonopus suffultus
- Axonopus sulcatus
- Axonopus surinamensis
- Axonopus triglochinoides
- Axonopus uninodis
- Axonopus villosus
- Axonopus volcanicus
- Axonopus yutajensis
- Axonopus zuloagae